# Saint-Pierre-de-Varennes
Saint-Pierre-de-Varennes is een gemeente in het Franse departement Saône-et-Loire (regio Bourgogne-Franche-Comté) en telt 830 inwoners (1999). De plaats maakt deel uit van het arrondissement Autun.

## Geografie
De oppervlakte van Saint-Pierre-de-Varennes bedraagt 23,1 km², de bevolkingsdichtheid is 35,9 inwoners per km².
De onderstaande kaart toont de ligging van Saint-Pierre-de-Varennes met de belangrijkste infrastructuur en aangrenzende gemeenten.

## Demografie
Onderstaande figuur toont het verloop van het inwonertal (bron: INSEE-tellingen).